# Madrasa

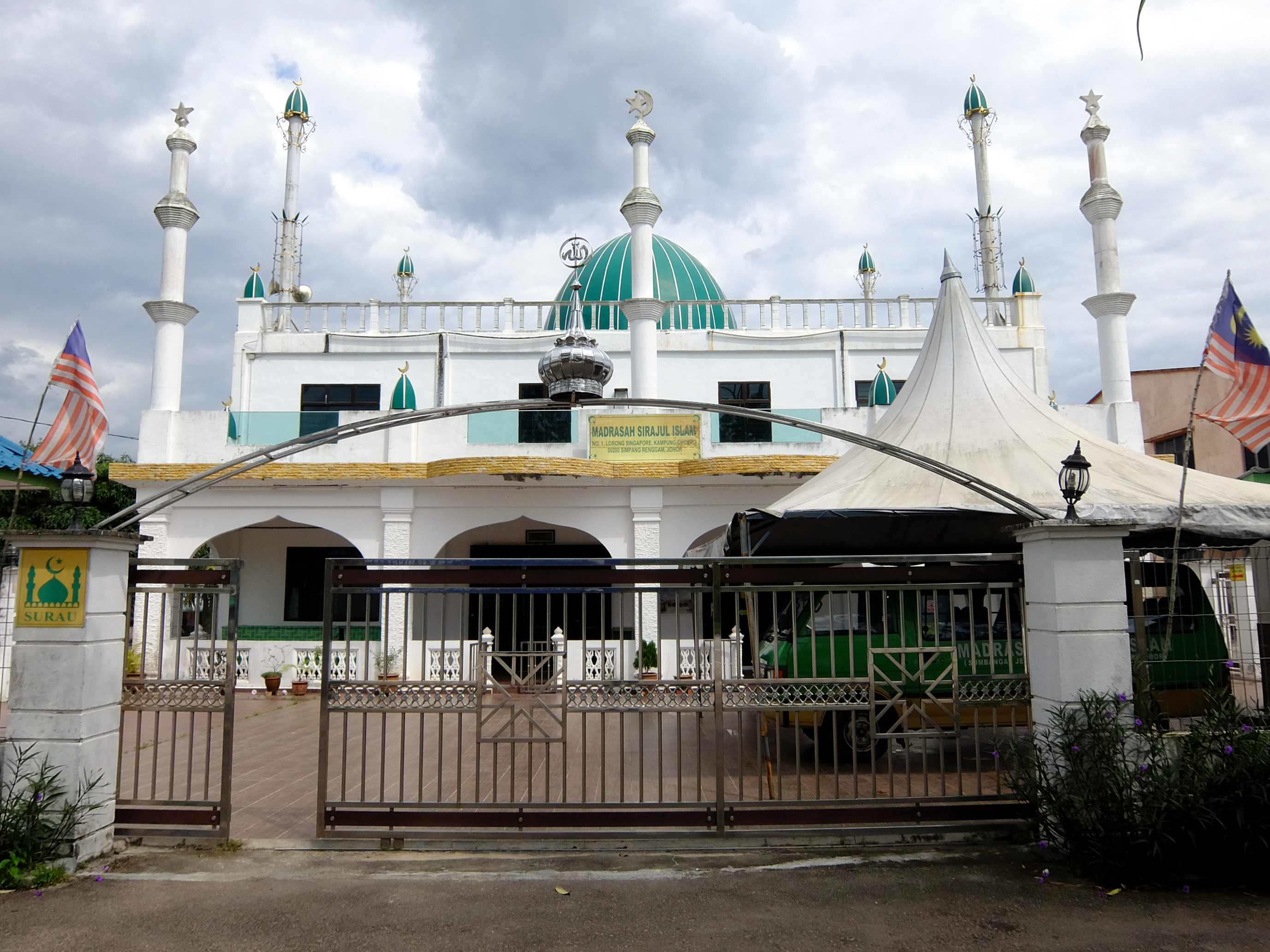
Madrasa

"Madrasa" (tiếng Ba Tư:. مدرسة, Madrasah, pl مدارس, madāris) là từ tiếng Ả Rập chỉ bất kỳ loại hình tổ chức giáo dục, cho dù thế tục hay tôn giáo (của bất kỳ tôn giáo nào). Các chuyển tự khác gồm có: Madrasah, madarasaa, medresa, madrassa, madraza, medrese, vv... Ở phương Tây, từ này thường dùng để chỉ một loại hình cụ thể của trường tôn giáo hay đại học cho các nghiên cứu về tôn giáo Hồi giáo, mặc dù điều này có thể không phải chỉ đối tượng được nghiên cứu. Không phải tất cả các học sinh trong madrasas là người Hồi giáo; đó cũng là một chương trình giảng dạy hiện đại 
Tại Bosnia thuật ngữ được viết medresa, và có nghĩa là trường trung học Hồi giáo. Ở Bangladesh thuật ngữ được viết là "Madrasha" hoặc "Madrasah" và đề cập đến các tổ chức chỉ nhận học sinh theo đạo Hồi. Ở Bangladesh, có hai loại Madrasah cụ thể là, Kawmi Madrasah và Alia Madrasah.

## Ý nghĩa văn hóa và lịch sử
Vai trò chính của madrassas như một trung tâm giáo dục không giới hạn chuẩn bị trung thành với các quan chức chính phủ. Họ vô cùng quan trọng đối với sự lây lan của Hồi giáo ở phía Đông và ở phương Tây, tìm thấy bản thân trong thời gian do ảnh hưởng lớn đến hệ thống giáo dục châu Âu. Ví dụ, các cơ sở giáo dục đầu tiên, đang chuẩn bị cho chức vụ dân sự, nó đã trở thành Đại học Naples ở Ý. Trong thực tế, một người Hồi giáo vay kinh nghiệm trực tiếp trong đào tạo cán bộ. Người châu Âu một cách nhanh chóng thông qua kinh nghiệm này.
Kết quả là, hầu hết các trường đại học của châu Âu đã được tổ chức trên madrassas mô hình. Họ cung cấp cho sinh viên học bổng, nhà ở, quyền truy cập vào tài liệu giáo dục.